# Tweedbank
Tweedbank est un village dans les Scottish Borders, en Écosse.